# 1517 Beograd
1517 Beograd è un asteroide della fascia principale del diametro medio di circa 36,16 km. Scoperto nel 1938, presenta un'orbita caratterizzata da un semiasse maggiore pari a 2,7162258 UA e da un'eccentricità di 0,0424546, inclinata di 5,28167° rispetto all'eclittica.
L'asteroide prende il nome dalla città di Belgrado.